# Bonrepos
Bonrepos település Franciaországban, Hautes-Pyrénées megyében. Lakosainak száma 193 fő (2022. január 1.). Bonrepos Galan, Montastruc, Castelbajac, Campistrous és Galez községekkel határos.

## Népesség
A település népességének változása:
| Lakosok száma | 188  | 184  | 191  | 187  | 188  | 190  | 191  | 191  | 193  |
|               | 2013 | 2015 | 2016 | 2017 | 2018 | 2019 | 2020 | 2021 | 2022 |